# جوفر (پنسیلوانیا)
جوفر (به انگلیسی: Joffre) یک منطقهٔ مسکونی در ایالات متحده آمریکا است که در شهرستان واشینگتن، پنسیلوانیا واقع شده‌است. جوفر ۵۳۶ نفر جمعیت دارد.